# Osornolobus newtoni
Osornolobus newtoni là một loài nhện trong họ Orsolobidae.
Loài này thuộc chi Osornolobus. Osornolobus newtoni được Raymond Robert Forster & Norman I. Platnick miêu tả năm 1985.